# Cleopsylla monticola
Cleopsylla monticola är en loppart som beskrevs av Smit 1953. Cleopsylla monticola ingår i släktet Cleopsylla och familjen Stephanocircidae. Inga underarter finns listade i Catalogue of Life.